# Concerto pour piano no 22 de Mozart
Le Concerto pour piano no 22 en mi bémol majeur, K. 482 est un concerto pour piano, ou piano-forte, du compositeur autrichien Wolfgang Amadeus Mozart. Il fut composé le 16 décembre 1785 à Vienne. Il suit de quelques mois le Concerto pour piano no 21 en ut majeur, K. 467.

## Historique
Ce concerto pour piano fut composé à une époque gaie de la vie du compositeur, même si Mozart avait déjà quelques problèmes d'argent. Il est contemporain de son opéra Le Nozze di Figaro.

## Structure
Le concerto comprend 3 mouvements :
1. Allegro, en mi bémol majeur, à , 383 mesures - partition
2. Andante, en do mineur, à 
, en do majeur à la mesure 125, en do mineur à la mesure 144, 213 mesures - partition
3. Allegro vivace assai, en mi bémol majeur, à 
 ➜ Andantino cantabile, à 
 à la mesure 218 ➜ Primo tempo à la mesure 265, 435 mesures - partition

Avec une durée de presque 35 minutes, c'est le concerto le plus long que Mozart ait jamais écrit.
Comme dans le neuvième concerto, le troisième mouvement comprend un passage central assez lent, en la bémol majeur, constitué de deux mélodies différentes, toutes deux jouées d'abord par les clarinettes et ensuite par les violons. On retrouvera ce même procédé dans le deuxième mouvement du Concerto pour clarinette.
Introduction de l'Allegro :
La lecture audio n'est pas prise en charge dans votre navigateur. Vous pouvez télécharger le fichier audio.
Introduction de l'Andante' :
La lecture audio n'est pas prise en charge dans votre navigateur. Vous pouvez télécharger le fichier audio.
Introduction de l'Allegro vivace assai :
La lecture audio n'est pas prise en charge dans votre navigateur. Vous pouvez télécharger le fichier audio.

## Reprises
- Le troisième mouvement est très connu pour son thème principal que lance le piano dès les premières mesures suivi de tout l'orchestre. Il est en partie joué dans le film Amadeus de Miloš Forman quand Mozart joue devant l'empereur Joseph II[1]. Le thème principal étant lui-même facile à retenir et à chanter fait de ce troisième mouvement le morceau qui permet de reconnaître l'œuvre.